# 伊唐 (海防艦)
伊唐（いから）は、日本海軍の海防艦。鵜来型海防艦の10番艦。艦名は天草諸島にある伊唐島にちなむ。終戦直前に触雷して大破着底し、戦後は秋田県秋田港の防波堤となった。

## 起工までの経緯
改⑤計画の海防艦、第5251号艦型の8番艦、仮称艦名第5258号艦として計画。未起工艦のうち日立造船に建造が割り当てられていた艦は通称「日振型」として建造されることになるが、マル急計画艦と異なり掃海具を装備せずに九四式爆雷投射機と三型爆雷装填台を1基ずつ増備する変更がされた。

## 艦歴

### 起工-竣工-訓練
1944年（昭和19年）12月26日、浦賀船渠で起工。1945年（昭和20年）1月8日、「伊唐」と命名され鵜来型に分類されて同級の10番艦に定められる。2月19日、艤装員事務所を設置。22日、進水。3月3日、艤装員長に松村總一郎少佐が着任。4月30日竣工。松村少佐（伊唐艤装員長）は伊唐海防艦長となる。同日附で、伊唐艤装員事務所は撤去された。本籍を横須賀鎮守府籍に定められ、横須賀鎮守府警備海防艦となり呉鎮守府部隊呉防備戦隊に編入された。同日、伊唐は浦賀から横須賀へ回航。
5月5日、伊唐は舞鶴鎮守府部隊第五十一戦隊に編入された。同日、伊唐は横須賀を出港。夕方頃、聴音により敵潜水艦らしき音を聴取したため、爆雷12発を投下。その結果、鯨の肉片に似たものが海面に浮かび上がるのを確認した。6日、女川に到着。7日に出港し、同日夜に函館に到着。8日、函館を出港し、大湊に移動。10日に出港し、12日に七尾に到着。付近の海上にて対潜水艦を主体とした諸訓練を実施。6月11日夜明け頃、青森県艫作岬沖で、バーニー作戦で日本海に侵入したアメリカ潜水艦9隻のうちの1隻、クレヴァル(USS Crevalle, SS-291)の雷撃で海軍一般徴用船博山丸（宮地汽船、2,211トン）が撃沈されたとの報を受け、伊唐は駆逐艦柳、橘と共に対潜掃討を行ったが、クレヴァルを発見することができなかった。
7月23日、海上護衛総司令部第一護衛艦隊第一海防隊に編入された。

### 海軍艦艇
7月31日、輸送船団が敵潜の追跡を受けているとの報を受け、伊唐は単独で七尾を出港し、輸送船団と会合。七尾まで船団を護衛する。8月1日、船団は無事七尾沖に到着。輸送船の一部は第85号海防艦の先導で小口瀬戸を通過して七尾湾に入っていった。伊唐が湾内に進入中、突然機雷2発が伊唐の操舵室付近で爆発し、巨大な水柱が上がった。艦尾爆雷部分付近にいた乗員数名が海上に投げ出され、戦死者1名、負傷者12名を出す。また、主機の取り付け部に亀裂が入り、右舷側主機と発電機1基が動かなくなった他、船体の溶接部分の一部が断裂し、機関室と艦尾に浸水。乗員らによる防水作業により沈没は免れたが、行動不能になってしまった。そのため、曳航されて七尾港の埠頭に係留された。14日、海防艦奄美の曳航で富山の日本海船渠へ向かうよう命じられる。同作業準備中の8月15日、七尾で終戦を迎えた。同日、舞鶴へ向かう奄美を見送った伊唐は着底した。
25日、横須賀鎮守府第一予備海防艦に定められる。11月30日、海軍省の廃止に伴い除籍された。

### その後・秋田港防波堤
1945年（昭和20年）12月下旬には乗員及び修理要員が伊唐を離れた。
1947年（昭和22年）2月1日時点で、七尾港岸壁で兵器・備品を取り外した状態で座礁し浸水状態にあり、舞鶴地方復員局所管の行動不能艦艇（特）に定められる。同月、伊唐は浮揚された。
5月3日、行動不能艦艇（特）の定めを解かれ、船体以外の解体工事を行った。船体は1948年（昭和23年）6月30日に秋田県秋田港の防波堤として沈艦式が行われ、樅型駆逐艦竹、橘型駆逐艦栃（終戦時未成）と共に軍艦防波堤となり秋田港北防波堤となった。
1975年（昭和50年）、秋田港の外港展開に伴う港拡張工事により新しく北防波堤を築造することになり、旧来の北防波堤は撤去され、伊唐、栃、竹の船体も撤去された。

## 海防艦長
艤装員長
1. 松村總一郎 少佐：1945年3月3日[3] - 1945年4月5日
2. （兼）松村總一郎 少佐：1945年4月5日[4] - 1945年4月30日（生野艤装員長を兼任）

海防艦長
1. 松村總一郎 少佐/中佐：1945年4月30日[5] -

### 注
1. ↑  これは法令上の定員数であり、特修兵、その他臨時増置された人員を含まない。